# Brachychiton populneus

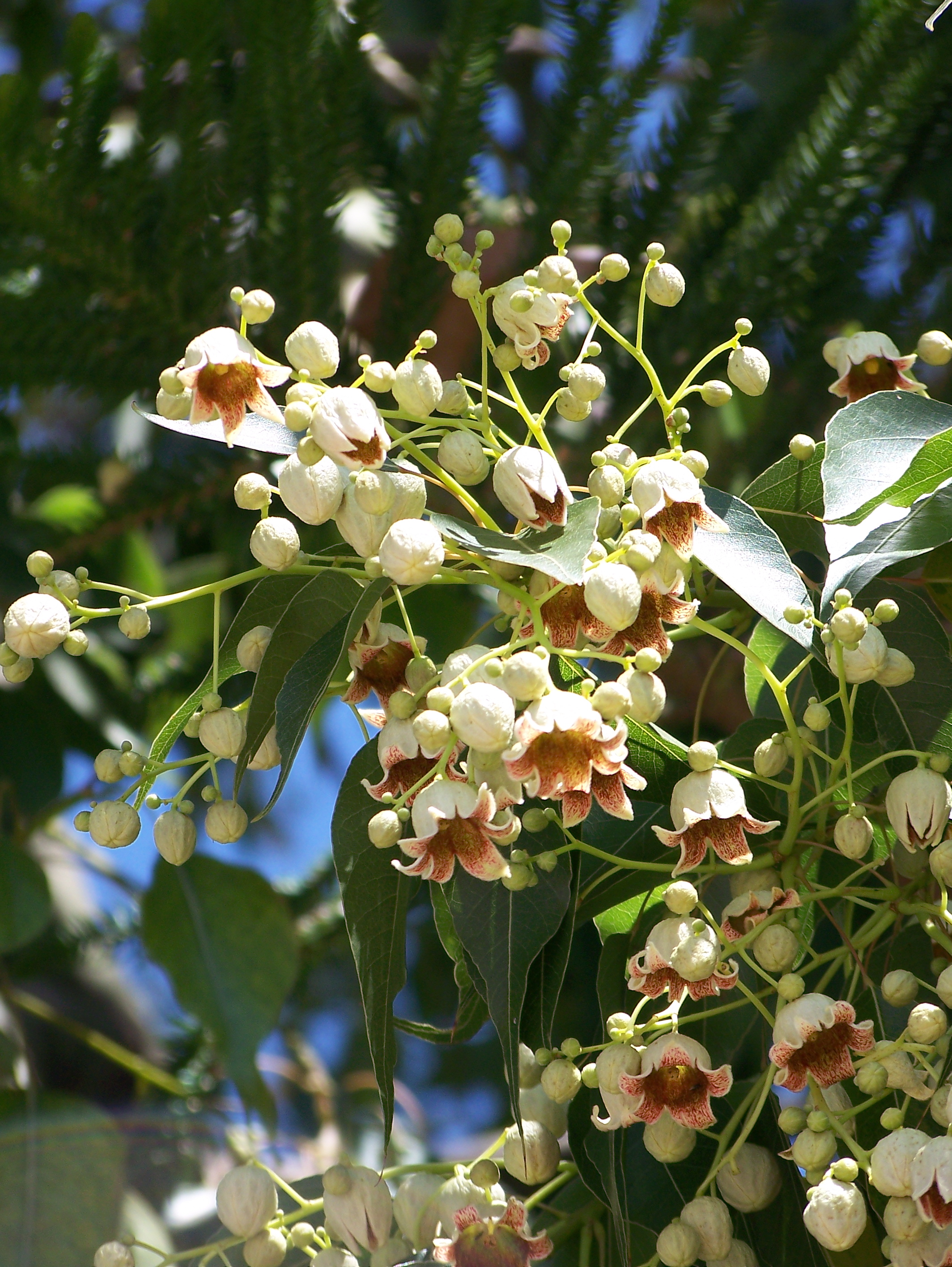
Blütenstände

Brachychiton populneus (dt.: Pappelblättriger Brachychiton oder Kurrajong-Flaschenbaum) ist eine Pflanzenart aus der Gattung Brachychiton in der Unterfamilie Sterkulien- oder Stinkbaumgewächse innerhalb der Unterfamilie der Malvengewächse (Malvaceae). Sie ist im östlichen Australien verbreitet und wird dort Kurrajong genannt. Als Straßen- oder Zierbaum wird sie auch außerhalb Australiens angepflanzt.

## Beschreibung

### Vegetative Merkmale

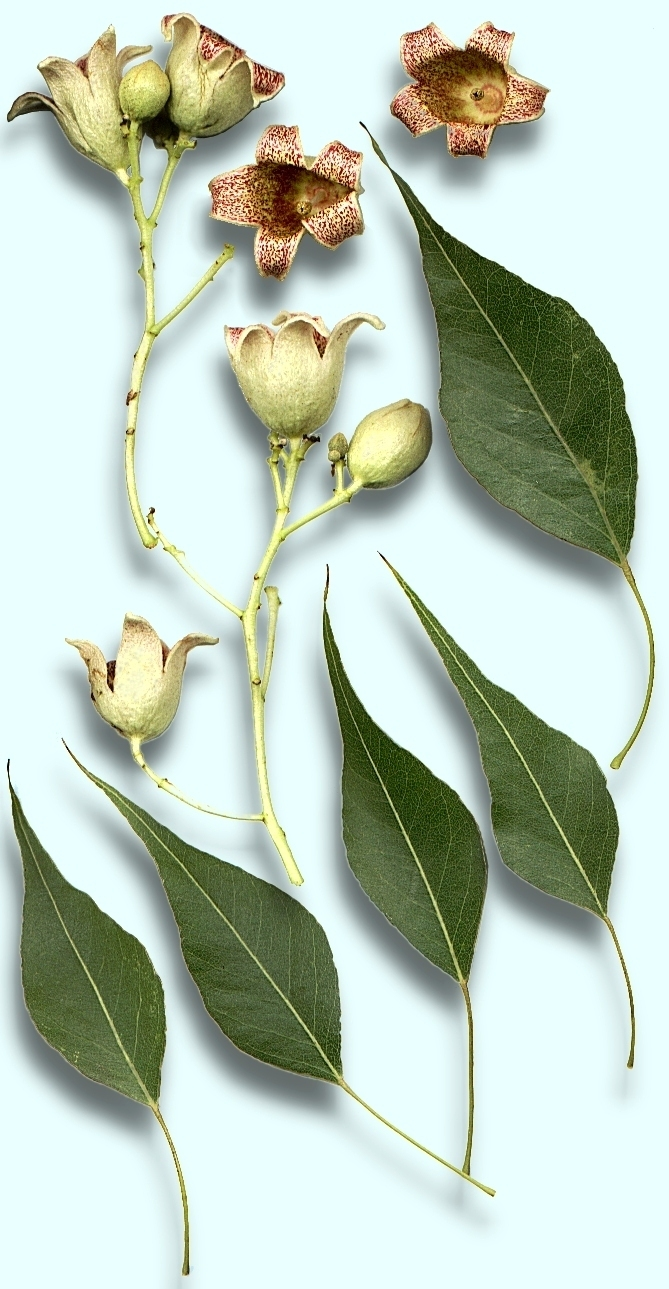
Blütenstand, Blüten und Laubblätter, Details

Brachychiton populneus ist ein oft immergrüner, trockenheitsresistenter Baum mit relativ kurzem Stamm und dicht belaubter, teils weit ausladender Krone, der Wuchshöhen von bis zu 20 Metern erreicht. Einige Exemplare werfen einen Teil ihres Laubes im frühen Sommer ab (halbimmergrün). Die Borke ist gräulich bis bräunlich und leicht furchig bis abblätternd oder leicht rissig bis schuppig. Der Baum führt ein traganthartiges Gummi.
Die wechselständig an den Zweigen angeordneten Laubblätter sind in Blattstiel und -spreite gegliedert. Blattstiel sowie Spreite sind in der Regel jeweils 5 bis 10 Zentimeter lang. Die einfache, kahle und ganzrandige Blattspreite ist im Umriss sehr variabel und meist eilanzettlich bis eiförmig und zugespitzt. Ersteres vor allem an jüngeren Pflanzen, bei älteren Bäumen eher eiförmig und an Blätter von Pappeln – Populus – erinnernd; daher auch das Artepitheton populneus. Die Spreite ist manchmal auch abgerundet bis spitz, drei- bis fünflappig, gelappt bis geschnitten (mit oft schmalen Lappen), die Spreite ist dann oft spießförmig. Oben am Blattstiel können Gelenke (Pulvini) vorhanden sein.

### Generative Merkmale
Der seiten- oder endständige, hängende und kahle, rispige Blütenstand enthält einige Blüten. Brachychiton populneus ist einhäusig gemischtgeschlechtlich (monözisch). Die Länge des Blütenstiels beträgt 2 bis 10 Millimeter, er ist durch ein „Gelenk“ unterteilt. Die auffälligen, glockenförmigen Blüten mit einfacher Blütenhülle sind funktionell eingeschlechtig, Kronblätter fehlen. Der außen leicht behaarte, petaloide und becherförmige Kelch, mit fünf bis sechs zurückgeschlagenen Zipfeln, ist 10 bis 20 Millimeter lang und außen grünlich- oder creme-weiß bis leicht rötlich und im Inneren rötlich gesprenkelt oder gestreift. Die Staubfäden und die  Antheren der Staubblätter sind zu einem Synandrium verwachsen. Die Fruchtblätter sind flaumig behaart. Die genäherten Stempel mit einem Stempelfuß sind oberständig, die einzelnen Griffelchen vereinigen sich oben zu einer mehrlappigen Narbe. Bei den weiblichen Blüten sind Staminodien und bei den männlichen Pistillode vorhanden.
Der Fruchtstiel ist 2 bis 5 Zentimeter lang. Die 2 bis 7 Zentimeter langen, bespitzten und dickschaligen Balgfrüchte sind kahnförmig, braun, holzig, kahl und innen pelzig behaart, sie enthalten 3 bis 18 Samen. Sie erscheinen einzeln oder in einer Sammelbalgfrucht an den Fruchtständen.
Die gelben, runzligen Samen sind eiförmig mit einem Durchmesser von 3 bis 4 Millimeter. Sie liegen mit dem unteren Teil in einer äußeren bräunlichen, lockeren, papierig-dünnen und brüchigen Hülle (Exotesta) die mit steifen, borstigen und langen Sternhaaren (Trichome) besetzt ist. Die Sternhaare können Haut- oder Augenreizungen hervorrufen.
Die Blütezeit reicht in der australischen Heimat von Oktober bis März, die Samenreife wird 3 bis 6 Monate später erreicht.
Die Chromosomenzahl beträgt für beide Unterarten 2n = 40.

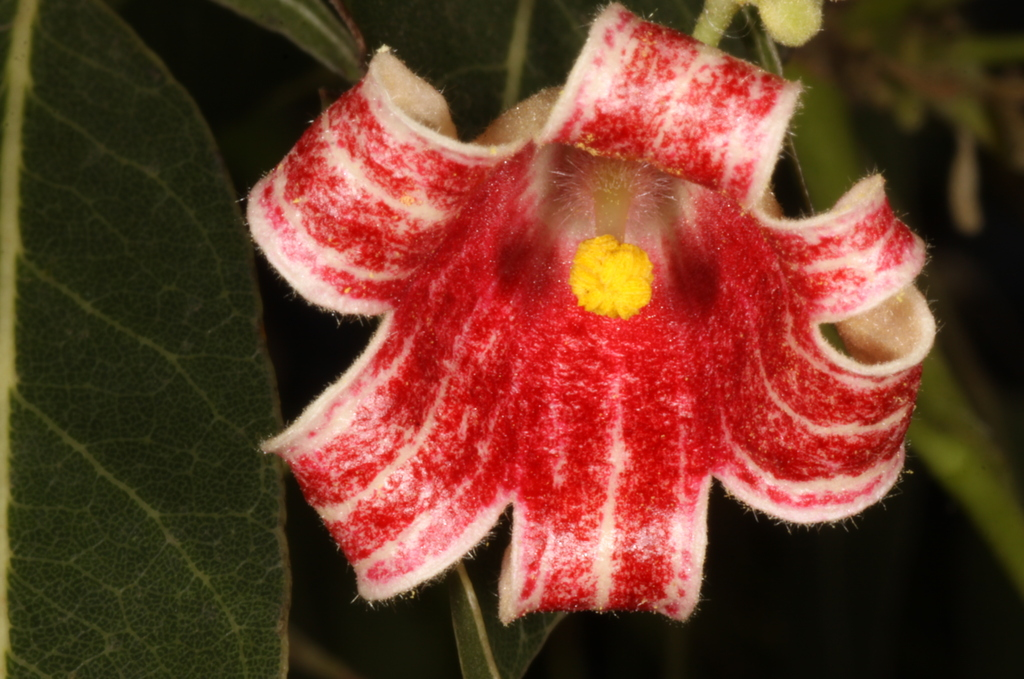
Männliche Blüte
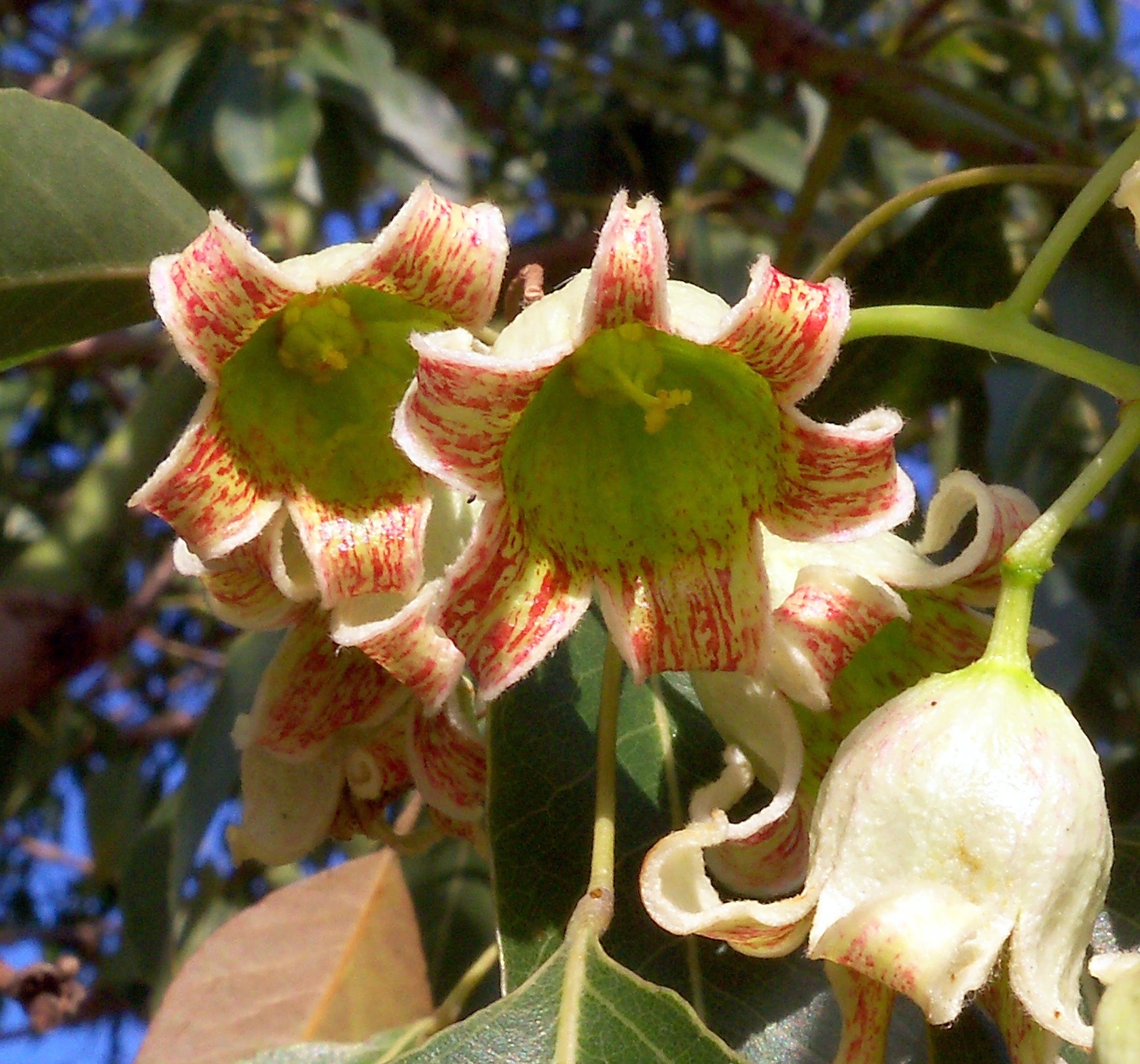
Weibliche Blüten
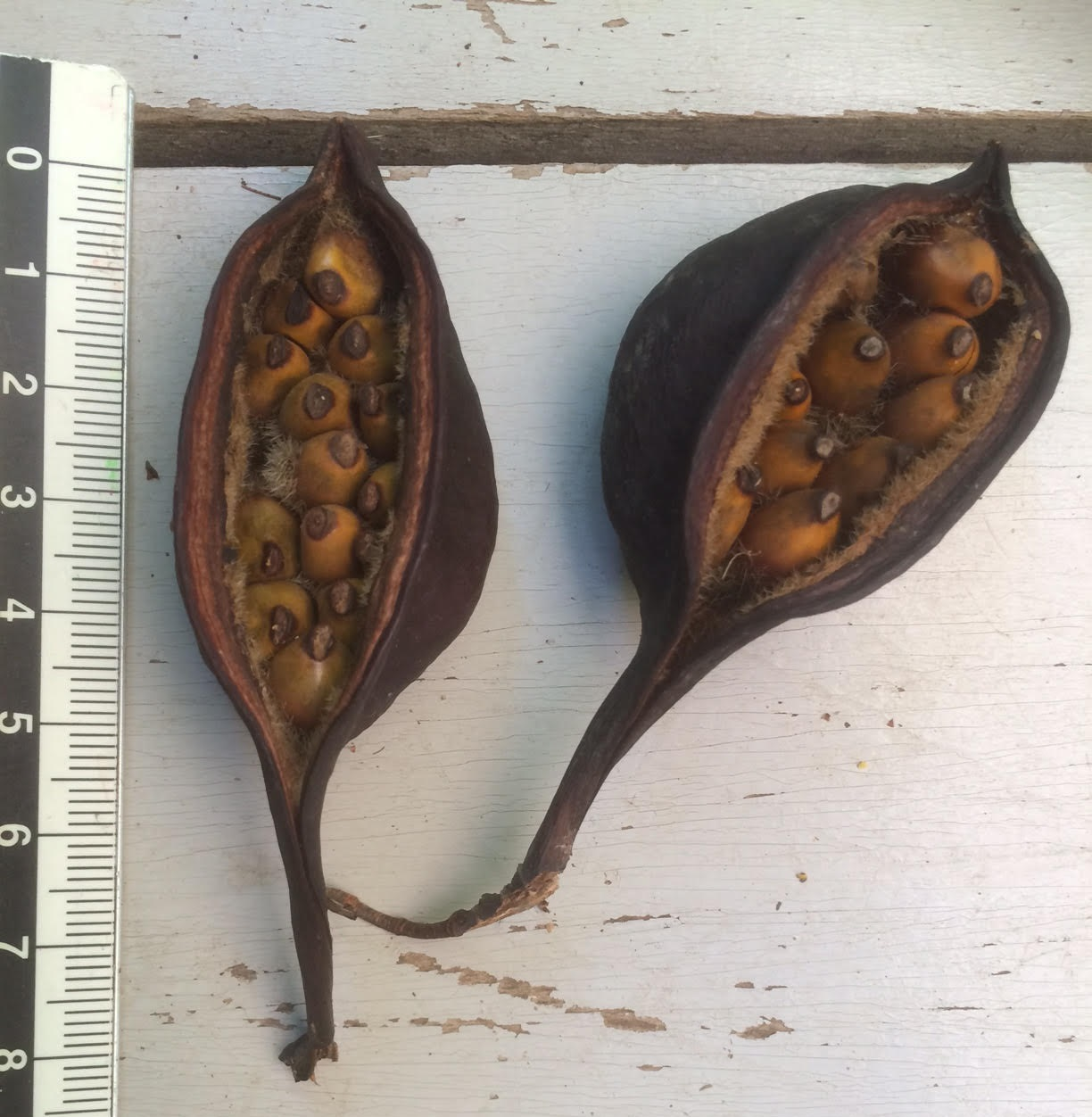
Geöffnete Balgfrüchte
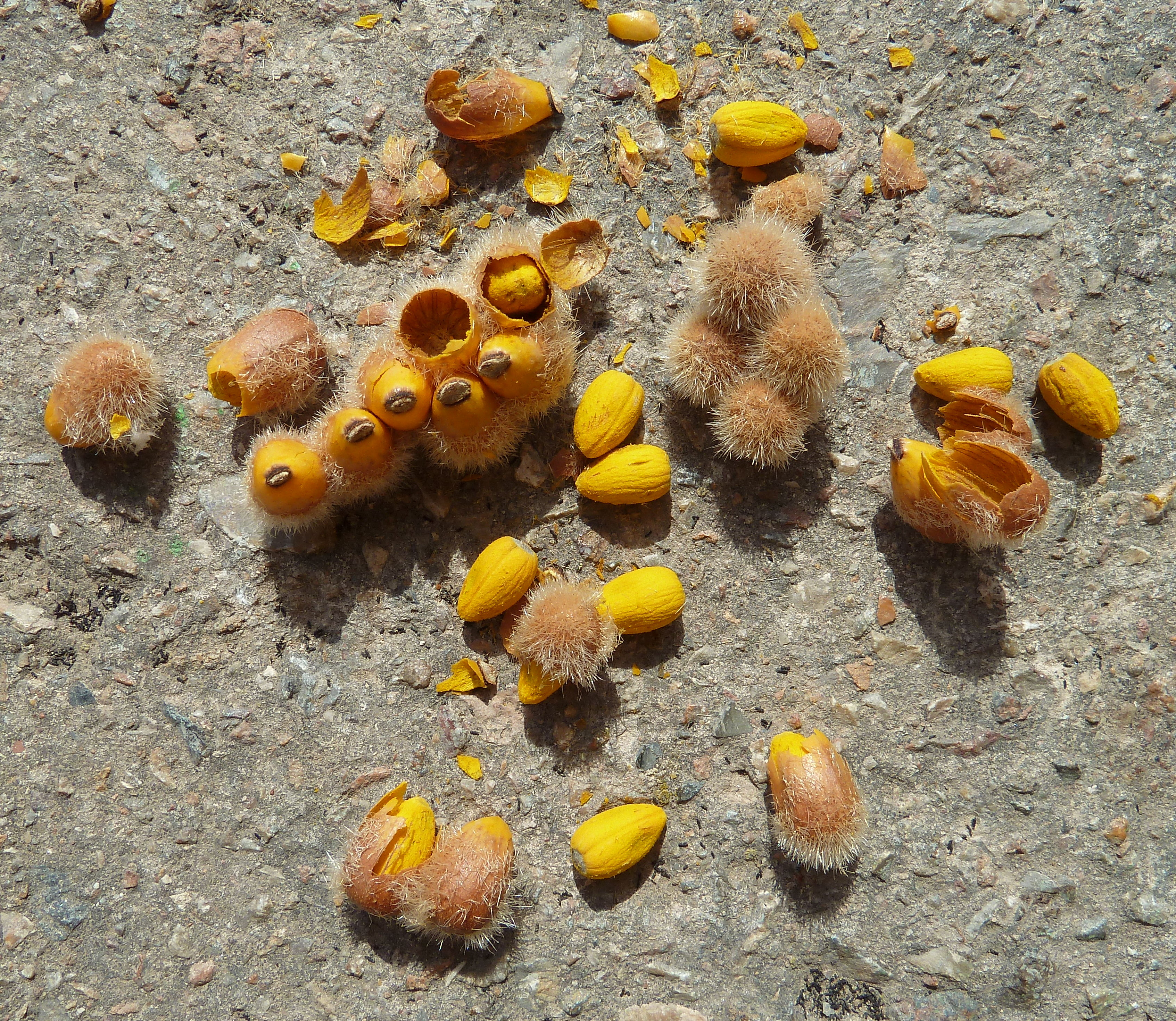
Samen und haarige Hülle
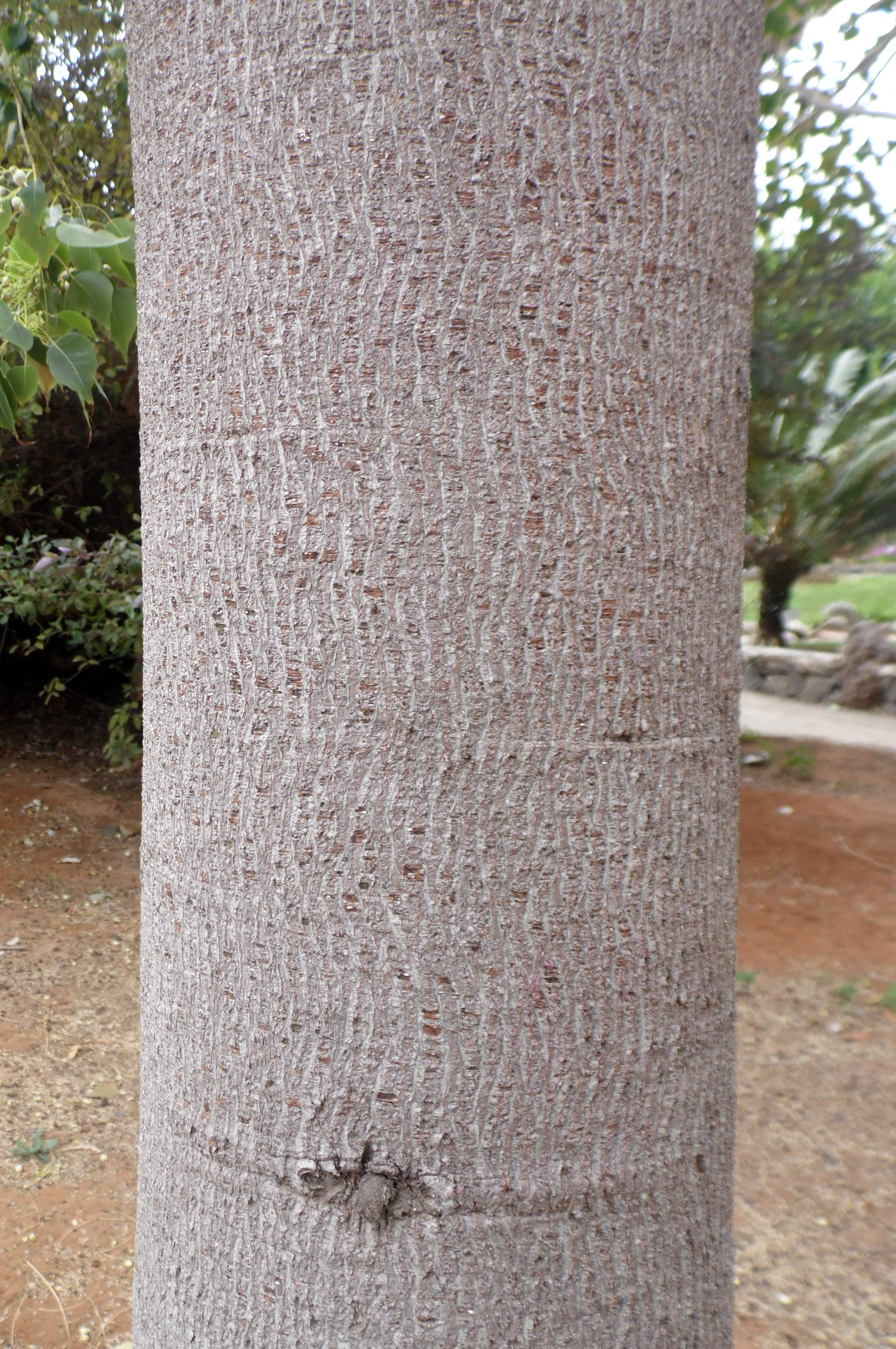
Borke

## Systematik
Die Erstbeschreibung erfolgte 1832 unter dem Namen (Basionym) Poecilodermis populnea durch Heinrich Wilhelm Schott & Stephan Ladislaus Endlicher in Meletemata Botanica, S. 33. Die Neukombination zu Brachychiton populneus (Schott & Endl.) R.Br. wurde 1844 durch Robert Brown in Pterocymbium, with observations on Sterculieae, the tribe to which it belongs in J. J. Bennett, R. Brown und T. Horsfield: Plantae Javanicae Rariores, Teil 3. S. 234 publiziert. Ein weiteres Synonym für Brachychiton populneus (Schott & Endl.) R.Br. ist Sterculia diversifolia G.Don.
Bei Brachychiton populneus werden zwei Unterarten unterschieden:
- Brachychiton populneus (Schott & Endl.) R.Br. subsp. populneus: Die Blätter sind ganzrandig oder nur leicht gelappt, die Balgfrüchte 4 bis 7 Zentimeter lang an 2 bis 3,5 Zentimeter langen Stielen mit meist 8 bis 18 Samen.
- Brachychiton populneus subsp. trilobus Guymer: Die Blätter sind tief dreilappig, zuweilen auch fünflappig; die Balgfrüchte sind 2 bis 4 Zentimeter lang mit 2 bis 5 Zentimeter langen Stielen, sie beinhalten in der Regel 3 bis 8 Samen.

## Vorkommen
Das Verbreitungsgebiet von Brachychiton populneus liegt im östlichen Australien. Brachychiton populneus subsp. populneus kommt vom östlichen Victoria, entlang der Küste, auf höher gelegenen Ebenen und Hängen über New South Wales bis ins südöstliche Queensland vor. Die Vorkommen der Brachychiton populneus subsp. trilobus liegen mehr im Landesinnern und etwas weiter nördlich, sie reichen von New South Wales und Queensland bis Ravenshoe in Nord-Queensland.
Brachychiton populneus gedeiht auf einem breiten Spektrum insbesondere gut wasserdurchlässiger Böden, aber auch an Felsvorsprüngen aus Kalkgestein oder Granit.

## Verwendung
Brachychiton populneus wird in städtischen Gebieten Australiens häufig als Schattenspender gepflanzt. Als Zier- oder Straßenbaum wird die Art auch außerhalb Australiens in subtropischen Regionen gepflanzt. Es werden auch Hybriden von Brachychiton populneus kultiviert, die rosafarbene oder rote Blüten tragen.
Die Blätter können in Trockenzeiten auch als Tierfutter dienen. Aus Fasern des Stammes lassen sich Taue und Netze flechten.
Die Samen wurden, wie die von Brachychiton discolor, von den Aborigines traditionell als Nahrungsmittel verwendet. Samen können als Kaffeeersatz dienen oder auch Brot zugesetzt werden. Die verdickte Pfahlwurzel kann als Gemüse gegessen werden.